# 교원소청심사위원회
교원소청심사위원회(敎員訴請審査委員會, Appeal Commission for Educators, 약칭: ACE)는 각급학교 교원의 징계처분과 그 밖에 그 의사에 반하는 불리한 처분에 대한 소청심사를 담당하는 대한민국 교육부의 소속기관이다. 세종특별자치시 한누리대로 492, 청암빌딩 6층에 위치하고 있다. 위원장은 고위공무원단 가등급에 속하는 임기제공무원으로, 상임위원은 고위공무원단 나등급에 속하는 임기제공무원으로 보한다.

## 설치 근거 및 소관 업무

### 설치 근거
- 「교원의 지위 향상 및 교육활동 보호를 위한 특별법」 제7조제1항[3]
- 「교육부와 그 소속기관 직제」 제2조제2항[4]

### 소관 업무
- 각급 학교 교원의 소청심사청구사건·심사결정
- 교육공무원의 고충심사
- 교원의 소청심사청구사건의 심사·결정 관련 소송사무
- 법률 제8416호 대학교원 기간임용제 탈락자 구제를 위한 특별법 일부개정법률 부칙 제2항에 따른 교원소청심사특별위원회의 잔여업무

## 연혁
- 1991년 5월 31일: 교육부 소속으로 교원징계재심위원회 개청.[5]
- 1994년 2월 1일: 교육공무원중앙고충심사위원회 기능 관장.
- 1999년 1월 1일: 교육행정연수원 건물 인수·관리.
- 2001년 1월 29일: 교육인적자원부 소속으로 변경.[6]
- 2005년 1월 14일: 교원소청심사특별위원회 설치.
- 2005년 7월 27일: 교원소청심사위원회로 개편.[7]
- 2007년 5월 11일: 교원소청심사특별위원회에서 진행 중인 업무를 교원소청심사위원회로 이관.
- 2008년 2월 29일: 교육과학기술부 소속으로 변경.[8]
- 2010년 3월 29일: 삼성생명일보 빌딩으로 청사 이전.
- 2013년 3월 23일: 교육부 소속으로 변경.[9]
- 2013년 12월 16일: 세종특별자치시로 청사 이전.
- 2018년 12월 17일: 세종특별자치시 한누리대로492, 청암빌딩 6층으로 청사 이전.

## 구성
- 교원소청심사위원회는 위원장 및 상임위원 각 1명을 포함한 7명 이상 9명 이하의 위원으로 구성된다.[10]
- 위원장 및 위원은 판사·검사 혹은 변호사로써 5년 이상 재직하거나 교육 경력이 10년 이상인 교원, 교육행정기관의 3급 이상 공무원, 사립학교를 설치·경영하는 법인의 임원이나 사립학교 경영자, 중앙에 조직된 교원단체에서 추천한 자 중에서 교육부 장관의 제청으로 대통령이 임명한다.[11]
- 임기는 3년이며, 한 차례 연임이 가능하다.[12]

## 조직

### 하부조직
- 심사과[13]

## 소청심사
- 교원의 징계처분이나 의사에 반하는 불리한 처분에 대하여 불복할 때 처분이 내려진 것을 인지한 날부터 30일 이내에 소청심사를 청구할 수 있다.
- 소청심사청구가 접수된 날부터 60일 이내에 위원회는 결정을 내려야 한다. 이때의 결정은 처분권자를 기속하며, 당사자는 결정에 대하여 소송을 제기할 수 있다.

## 같이 보기
- 소청심사위원회
- 중앙행정심판위원회